# Waldreben-Borkenkäfer
Der Waldrebenborkenkäfer (Xylocleptes bispinus) ist ein Rüsselkäfer aus der Unterfamilie der Borkenkäfer (Ipinae). Da er seine Brutsysteme in der Rinde anlegt, wird er den Rindenbrütern zugerechnet.

## Merkmale
Die Käfer werden 2,3 bis 3,4 Millimeter lang und haben einen walzenförmigen Körper.  Sie sind braun gefärbt und glänzend sowie grau behaart. Der Halsschild ist vorn gekörnt und hinten stark mit kleinen Vertiefungen punktiert. Der Halsschild verdeckt von oben gesehen den Kopf. Der Nahtwinkel der Flügeldecken ist bei der männlichen Imago eingebuchtet. Der Flügeldeckenabsturz ist beim Männchen kreisförmig, mit je einem scharfen Zahn, beim Weibchen mit einer glatten Furche und Körnchenreihe ausgebildet (Sexualdimorphismus). Die Fühler und Tarsen sind gelb, die Beine sind rotbraun.

## Verbreitung
Die Art ist in Süd-, Mittel- und Osteuropa und in Dänemark verbreitet.

## Lebensweise
Der Waldrebenborkenkäfer lebt an Echter Waldrebe (Clematis vitalba) und Clematis orientalis. Die Larvengänge verlaufen meist entlang der Sprossachse direkt unter der dünnen Rinde.